# Deslumbramiento

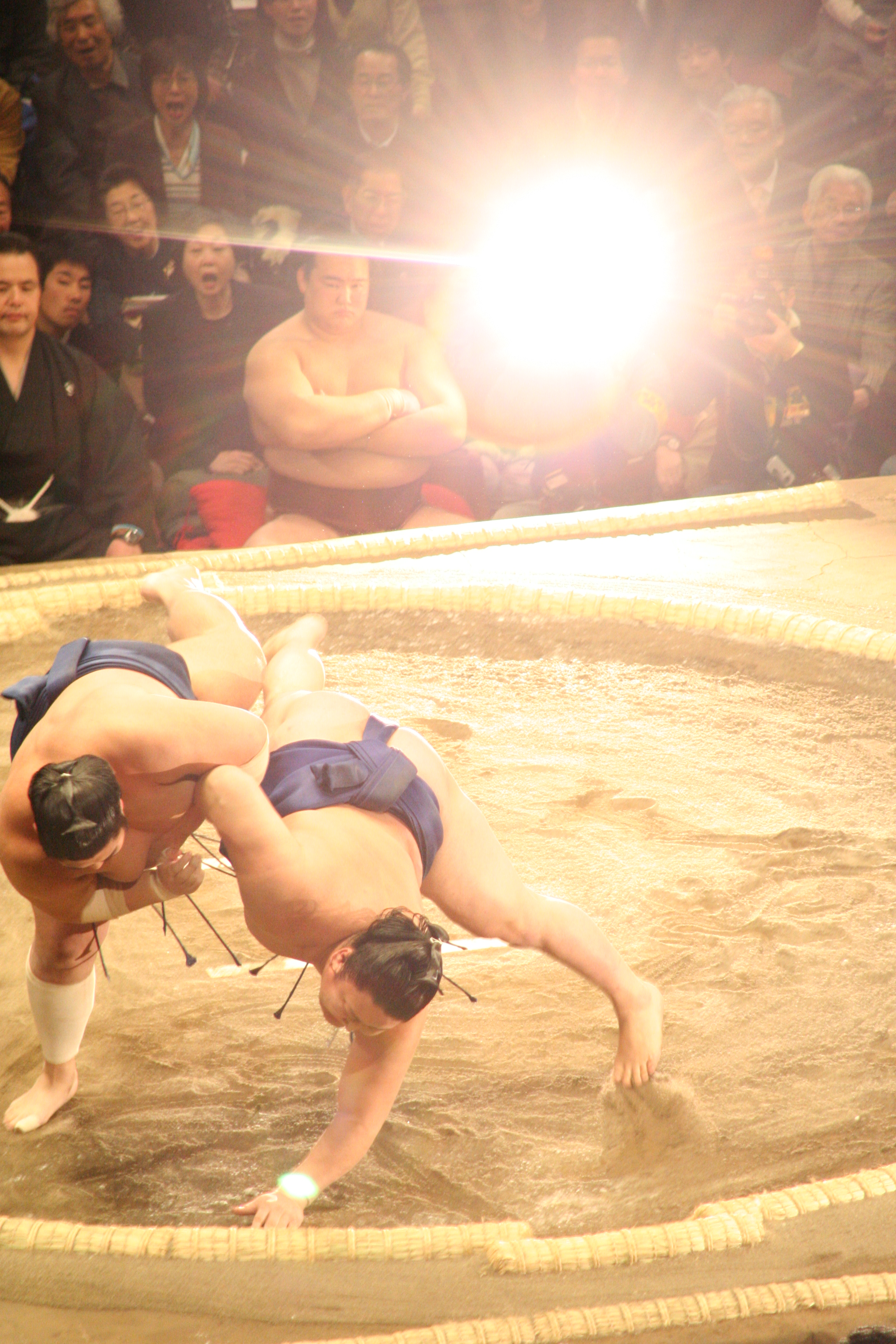
Deslumbramiento debido de al destello de un flash.

El deslumbramiento es un fenómeno de la visión que produce molestia o disminución en la capacidad de diferenciar objetos, o ambas cosas a la vez, debido a una inadecuada distribución o escalonamiento de luminancias, o como consecuencia de contrastes excesivos en el espacio o en el tiempo. Este fenómeno actúa sobre la retina del ojo en la que se produce una reacción fotoquímica, insensibilizándola durante un tiempo, transcurrido el cual vuelve a recuperarse. 
Los efectos que originan el deslumbramiento pueden ser de tipo psicológico (molestia) o de tipo fisiológico (perturbación). En cuanto a la forma de producirse, puede ser directo como el que proviene de fuentes luminosas (lámparas o ventanas) que están dentro del campo visual, o reflejado por superficies de gran reflectancia (especialmente superficies especulares como las de los vidrios o los metales pulidos).
Las superficies que no sean completamente mates dan lugar, por reflexión de la luz, a imágenes más o menos limpias de los focos luminosos. Incluso si la luminancia no es excesiva, estas imágenes son casi siempre molestas cuando se encuentran en el campo visual y, especialmente, en la región central de este campo.
De acuerdo con lo expuesto, se evitará toda superficie pulida innecesaria (cristales sobre las mesas, etcétera). En el supuesto de que se utilicen superficies semi-pulidas (pizarras) se iluminarán mediante fuentes con la luminancia más pequeña posible y con una posición que se calcule en función de los reflejos que puedan generarse (filtros, rejas o difusores).
En casos especiales, las imágenes que proporcionan cierta reflexión podrán ser útiles (visión por efecto silueta, examen de defectos en superficies pulidas, composición de imprenta, etcétera).